# 7538-as mellékút (Magyarország)
A 7538-as számú mellékút egy több mint harminc kilométer hosszú, négy számjegyű országos közút Zala vármegye déli részén, Letenyét és Lentit kapcsolja össze egymással és a kettő között fekvő kisebb települések egy részével.

## Nyomvonala
A 7-es főútból ágazik ki, annak 229,800-as kilométerszelvénye után, Letenye központjában. Nyugat felé indul, József Attila utca néven, és még 100 métert sem tesz meg, amikor máris kiágazik belőle észak felé a 7540-es út. Alig 700 méteren át húzódik a település lakott területén, majd kilép onnan, északnyugati irányban. 2,6 kilométer után megközelíti az M70-es autóút nyomvonalát, onnantól egy darabig egymás mellett haladnak.
Közben, 3,5 kilométer után az út belép Murarátka területére és egyből Újrátka településrész házai között halad, Kossuth Lajos utca néven. Letenye is határváros, de itt Murarátkán már az utat is egészen megközelíti az országhatár. 4,2 kilométer táján, Újrátka házait elhagyva keresztez az út egy Mura-holtágat, majd 4,7 kilométer után már Murarátka ófalujába ér, továbbra is Kossuth Lajos nevét viselve. A település központjában, a 4,900-as kilométerszelvénye táján keresztezi a Rátkai-patakot, onnantól már Petőfi Sándor utca néven halad, egészen a település határáig, amit az 5,650-es kilométerszelvénye közelében ér el; odáig szinte végig házak kísérik.
A folytatásban az ugyancsak határfalu Muraszemenye területére érkezik, ott 6,7 kilométer után kissé eltávolodik az M70-estől, 7,3 kilométer után pedig kiágazik belőle nyugati irányban egy önkormányzati út, amely az M70-es és a Mura (illetve az országhatár) között fekvő Alsószemenye településrészre vezet. Nagyjából 400 méter után újabb elágazáshoz ér, ott a 75 149-es út ágazik ki belőle, szintén nyugat felé, ez előbb az M70-es muraszemenyei csomópontját szolgálja ki, majd onnan továbbvezet Felsőszemenye településrész központjába. Országos közútként az útszámozása ott véget ér, de önkormányzati útként még továbbhalad Csernec településrészre és Kerkaszentkirályra.
8. kilométerénél Aligvár településrészre ér az út, majd annak házait elhagyva, 8,3 kilométer után kiágazik belőle a 7541-es út észak-északkelet felé. Ez az út delta csomóponttal csatlakozik a 7538-ashoz, a delta rövid, alig 50 méteres keleti ága önállóan számozódik, 75 602-es számmal. Innen az út észak-északnyugati irányban húzódik tovább, 8,7 kilométer után már súrolja Csörnyeföld területének szélét, de még majdnem egy kilométeren át muraszemenyei területen húzódik, csak a 9,550-es kilométerszelvénye táján lépi át ez utóbbi község határát.
Csörnyeföld lakott területét 10,2 kilométer után éri el, majd 10,5 kilométer után kiágazik belőle délnyugat felé egy önkormányzati út, ami Felsőszemenye központjába vezet. Csörnyeföld központján 10,9 kilométer után halad keresztül, odáig a neve Dózsa út, onnan a Fő út nevet viseli. 11,7 kilométer után éri el az ófalu nyugati szélét, de még továbbra is a település területén halad: 12,2 kilométer előtt egy újabb önkormányzati út ágazik ki belőle délnek, Csernec irányába, majd onnantól Csörnyeföld Vörcsök községrészében húzódik, Nyárfa utca néven, még szűk fél kilométeren át. A 12,750-es kilométerszelvénye közelében hagyja el Vörcsök legnyugatibb házait, és a 13,1 kilométert elérve egy újabb határfalu, Kerkaszentkirály határához érkezik el.
A 13,750-es kilométerszelvényéig a két község határvonalát kíséri, csak utána lép át teljesen Kerkaszentkirály területére. Ott két alsóbbrendű, számozatlan önkormányzati út is kiágazik belőle. Az észak felé induló a Vörcsök-hegyi kilátó és a környékén kialakult üdülőtelep irányába vezet, a délnek induló pedig Kerkaszentkirály központjába. A folytatásban az út már Dobri területén halad, ott ágazik ki belőle, a 14,400-as kilométerszelvénye előtt a 7539-es út észak felé. Dobri házait 15,1 kilométer után éri el, a településen belül a Kossuth Lajos utca nevet viseli. A központban, 15,3 kilométer után kiágazik belőle délnek a 75 151-es út: ez Kerkaszentkirály lakott területének nyugati részére, és onnan még tovább az attól is délebbre fekvő Margitmajor településrészre vezet. 15,7 után kilép Dobri házai közül, nem sokkal odébb keresztezi a Kerka egyik mellékágát, majd a 16,450-es kilométerszelvényénél magát a Kerkát is, és rögtön azután átlép Tornyiszentmiklós területére.
Tornyiszentmiklós belterületének elérése előtt, a 16,900-as kilométerszelvénye táján egy körforgalomhoz ér – dél felől oda csatlakozik be a 70 553-as út, amely az M70-es autóút tornyiszentmiklósi csomópontját szolgálja ki –, és utána szinte azonnal be is ér a település lakott területére. Ott a települési neve Béke utca, de csak egy rövid szakaszon: 17,2 kilométer után egy elágazáshoz ér. Az eddig követett irányában, nyugatnak a 75 333-as út indul tovább – ez nyugati irányban végighalad Lendvaújfalu településrészen, onnan tovább az országhatárig és a határ túloldalán, a már Szlovéniához tartozó Pince (Pince) területére érve 443-as számozással folytatódik, egészen Hársliget (Lipovci) településig; a 7538-as út pedig északnak fordul. Kossuth Lajos utca néven halad végig Kerkaszentmiklós településrészen, ahonnan csak 18,6 kilométer után lép ki.
20,2 kilométer után lép át Lovászi területére; a 20,650-as kilométerszelvénye közelében kiágazik kelet felé egy önkormányzati út a község délkeleti, különálló településrészére, majd 21,5 kilométer után beér az út a község központjába. Ott Kútfej utca a települési neve, így húzódik a belterület északi részét alkotó Kútfej településrészen is. Majdnem pontosan a 23. kilométerénél lép át Kerkateskánd területére, 300 méter után pedig keletebbi irányt vesz. A 24,250-es kilométerszelvényénél egy elágazáshoz ér, ott torkollik bele, kevesebb, mint 3 kilométer után a 7549-es út, a 7538-as pedig újra északnak fordul. (A két út delta csomópontban találkozik egymással, a delta északkeleti ága a 75 805-ös számmal számozódik.) Kerkateskánd lakott területét egyébként az út nem érinti: déli, Tótfalu nevű településrészén ez az előbb említett 7549-es út halat át, Teskándra pedig egy önkormányzati út ágazik ki a 7538-asból, annak 25,350-es kilométerszelvényénél.
25,7 kilométere után már Lenti területén húzódik az út; a 26. kilométerénél kiágazik belőle északkelet felé egy számozatlan önkormányzati út Máhomfa központjába, majd 26,9 kilométer után át is halad a városrész nyugati szélén, és ott is kiágazik belőle egy út, immár délkeleti irányban az egykor önálló településre. Ezután több irányváltása jön, de alapvetően északi irányban halad Lenti központja irányába. A 29,850-es kilométerszelvényénél kiágazik belőle nyugat felé a 75 164-es út, Lenti Máhomfaihegy nevű üdülőterületére, majd 30,1 kilométer után keresztezi a 23-as számú Rédics–Zalaegerszeg-vasútvonal és a Csömödéri Állami Erdei Vasút vágányait. A város belterületére érve Petőfi út néven halad, és a 75-ös főút egy körforgalmú csomópontjába torkollva ér véget, a főút 63. kilométere után nem sokkal. Egyenes folytatása észak-északnyugat felé a 7416-os út.
Teljes hossza, az országos közutak térképes nyilvántartását szolgáló kira.gov.hu adatbázisa szerint 30,712 kilométer.

## Települések az út mentén
- Letenye
- Murarátka
- Muraszemenye
- Csörnyeföld
- Kerkaszentkirály
- Dobri
- Tornyiszentmiklós
- Lovászi
- Kerkateskánd
- Lenti-Máhomfa
- Lenti

## Hídjai
Fontosabb hídjai közé tartozik a Kerka-ártéri hídja a 15,861-es és a Kerka-hídja a 16,385-ös kilométerszelvényénél, mindkettő Dobri közigazgatási területén épült 1962-ben, monolit vasbeton lemezszerkezetű hídként, méreteik is azonosak (legnagyobb nyílásközük 18 méter, teljes szerkezeti hosszuk 50,8 méter), terveiket az Út- és Vasútépítési Tervező Vállalat képviseletében Hunyadi Mátyás készítette.